# Georg Michalsen
Georg Wilhelm Johannes Michalsen (* 13. September 1906 als Georg Michalczyk in Wendrin in Oberschlesien; † 21. Mai 1993 in Hamburg) war ein deutscher SS-Sturmbannführer, der an der systematischen Ermordung polnischer Juden, der „Aktion Reinhardt“, beteiligt war.

## Leben
Der Sohn eines Volksschullehrers besuchte von 1912 bis 1920 in Oppeln die Schule. Nach einer Lehre als Bürogehilfe in einer Anwaltskanzlei in Oppeln war Michalczyk als Buchhalter oder Sachbearbeiter in landwirtschaftlichen Genossenschaften, in der Baustoffbranche und in der Wohnungswirtschaft tätig.
Von seinem Vater im deutschnationalen Sinne erzogen, trat Michalczyk 1924 dem „Wehrwolf“ bei, einer regionalen völkischen Organisation. Zum 1. November 1928 trat er der NSDAP bei (Mitgliedsnummer 103.613). In der Partei leitete er ab 1930 die Ortsgruppe in Oppeln, zuvor war er Schriftleiter und Kassenwart gewesen. Zudem gehörte er der SA-Reserve an. Am 10. Januar 1932 wechselte Michalczyk von der SA zur SS (SS-Nummer 29.337). Zeitweise Sportreferent in der 45. SS-Standarte in Oppeln, hatte Michalczyk 1937 den Rang eines SS-Obersturmführers erreicht.

### Im Zweiten Weltkrieg
Beim deutschen Überfall auf Polen im September 1939 gehörte Michalczyk zu einem SS-Kommando aus Oppeln, das in Tschenstochau einmarschierte. In Polen führte er einen etwa 70 Mann starken SS-Trupp, der neben Wachaufgaben den „Volksdeutschen Selbstschutz“ in Petrikau schulte. Auch Selbstschutzeinheiten in den Kreisen Opoczno und Rawa wurden von Michalczyk ausgebildet. Diese aus Angehörigen der deutschen Minderheit in Polen gebildete paramilitärische Organisation wurde als Hilfspolizei eingesetzt und war an der Ermordung und Vertreibung von Polen beteiligt.
1940 heiratete Michalczyk, aus der Ehe ging eine Tochter hervor. Im gleichen Jahr ließ er seinen Namen – den er als polnisch klingenden „Makel“ empfand – in Michalsen ändern.

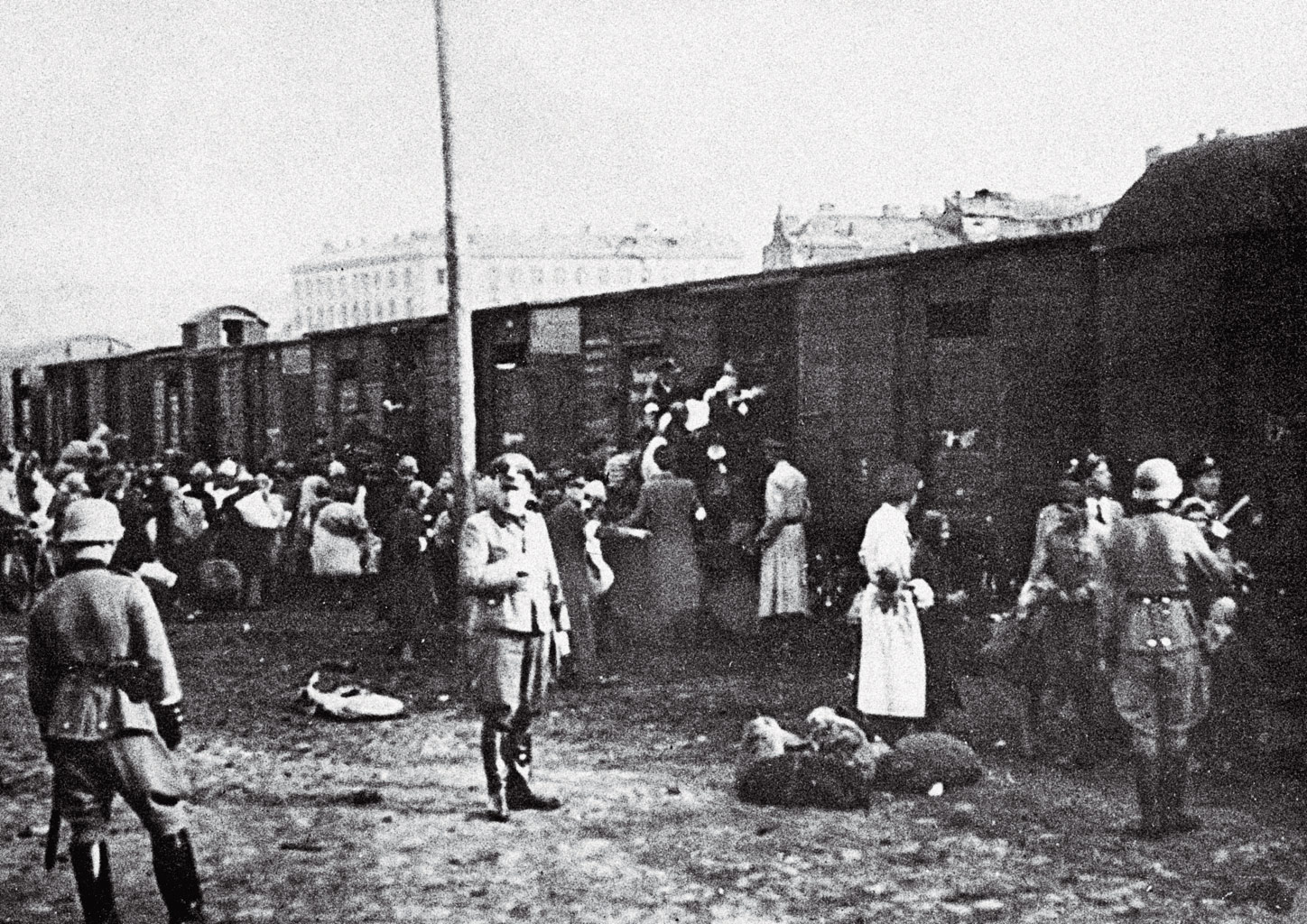
Deportation von Juden am Umschlagplatz in Warschau

Zunächst kurzfristig bei der Dienststelle des SS- und Polizeiführers (SSPF) in Radom eingesetzt, wechselte Michalsen im August 1940 zum Stab des SSPF für Lublin, Odilo Globocnik. Globocnik, wegen finanzieller Unregelmäßigkeiten als Gauleiter von Wien abgelöst, war mit dem Bau von Befestigungen entlang der deutsch-sowjetischen Demarkationslinie beauftragt. Michalsen leitete ein Lager für vorwiegend jüdische Zwangsarbeiter, die für diese Arbeiten eingesetzt wurden. Nach kurzer Zeit erkrankte er an Ruhr; im April 1941 kehrte er in Globocniks Stab zurück. Nach dem deutschen Angriff auf die Sowjetunion wurde Globocnik von Himmler beauftragt, in den neu eroberten Gebieten SS- und Polizeistützpunkte zu errichten. Michalsen wurde hierfür zum Leiter der Außenstelle in Riga ernannt. Die geplanten Stützpunkte konnten nicht verwirklicht werden, im Fall von Riga können Kompetenzkonflikte mit dem dortigen Höheren SS- und Polizeiführer (HSSPF) für Ostland, Friedrich Jeckeln, die Ursache gewesen sein. Als am 30. November 1941 das Rigaer Ghetto geräumt wurde und zwischen 12.000 und 15.000 Menschen im Wald von Rumbula erschossen wurden, war Michalsen vor Ort. Seiner Meinung nach war die „Bewachung völlig unzureichend“; am Massenmord beteiligt war Michalsen nach späteren Feststellungen der Justizbehörden nicht.
Im Frühsommer 1942 kehrte Michalsen nach Lublin zurück. Zu diesem Zeitpunkt organisierte Odilo Globocnik die „Aktion Reinhardt“, die systematische Ermordung aller polnischen Juden. In Treblinka, Belzec und Sobibor wurden Vernichtungslager errichtet, in denen die Juden in Gaskammern ermordet wurden. Am 21. Juli 1942 traf ein Kommando der Lubliner Dienststelle zur „Aussiedlung“ der Juden aus dem Warschauer Ghetto vor Ort ein: Michalsen, Hermann Höfle, Kurt Claasen, Ernst Lerch und Hermann Worthoff besprachen mit dem Warschauer SSPF, Ferdinand von Sammern-Frankenegg, das Vorgehen. Höfle und Michalsen forderten vom Vorsitzenden des Warschauer Judenrats, Adam Czerniaków, dass täglich 6.000 Juden für eine angebliche „Umsiedlung in den Osten“ bereitzustehen hätten. Die Fiktion der „Umsiedlung“ ließ sich nicht lange aufrechterhalten, rasch wurde bekannt, dass das Ziel der Deportationen das Vernichtungslager Treblinka war. Nach dem 27. Juli ließ das Kommando das Ghetto von Nord nach Süd räumen. Michalsen als stellvertretender Leiter des Kommandos war in dieser Zeit am Umschlagplatz eingesetzt, an dem die Menschen die Güterwaggons zum Transport nach Treblinka besteigen mussten. Die Deportationen dauerten bis Anfang September 1942; nach späteren Schätzungen der Hamburger Staatsanwaltschaft wurden etwa 300.000 Warschauer Juden in Treblinka ermordet.
Nach dem Abschluss der Räumung des Warschauer Ghettos war Michalsen „Räumungsexperte“: Mit dem Lubliner Kommando war er in den folgenden Monaten in führender Funktion an der Räumung der Ghettos unter anderem in Otwock, Wołomin, Piaski, Międzyrzec Podlaski und Włodawa beteiligt. Bei der endgültigen Räumung des Warschauer Ghettos im Frühjahr 1943 organisierte Michalsen die Verlagerung der Betriebe von Többens und Schultz in Lubliner Lager. Die Deportation der Ghettobewohner wurde vom neuen SSPF in Warschau, Jürgen Stroop, durchgeführt. Zwischen dem 16. und 23. August 1943 war Michalsen an der Auflösung des Ghettos in Białystok beteiligt. Mindestens 30.000 Menschen wurden nach Treblinka und Auschwitz deportiert. Odilo Globocnik kam über Michalsens Einsatz in Polen zu folgender Beurteilung: „Den Einsatz >R<[einhard] hat M. in selbständiger und entscheidender Position mitgemacht und beispielsweise die schweren Kämpfe in Warschau entscheidend beeinflußt, sowie Bialystok in 5 Tagen gesäubert.“
Ende August 1943 wurde Michalsen nach Triest versetzt. Odilo Globocnik war zum HSSPF „Adriatisches Küstenland“ ernannt worden; mehrere seiner Mitarbeiter wechselten wie Michalsen von Lublin nach Triest. In Triest übernahm Michalsen die Leitung der Personalabteilung beim HSSPF; zudem war er an der Partisanenbekämpfung in Istrien beteiligt. Michalsen hatte dabei in verschiedenen Städten die Funktion eines SS- und Polizei-Kommandeurs inne: im Frühjahr 1944 in Fiume, im Sommer in Pola und ab Herbst 1944 in Triest.

### Strafverfolgung nach Kriegsende
Michalsen wurde am 31. Mai 1945 zusammen mit Odilo Globocnik, Hermann Höfle und Ernst Lerch auf einer Alm bei Paternion in Kärnten gefangen genommen. In britischer Kriegsgefangenschaft gab er sich als Angehöriger der Waffen-SS aus. 1948 aus der Gefangenschaft entlassen, zog er 1950 nach Hamburg und arbeitete wieder als Buchhalter. Am 24. Januar 1961 wurde er verhaftet. Nach Presseberichten gab er zunächst an, er sei während des Krieges Soldat gewesen und habe zeitweise in der Verwaltung gearbeitet. Staatsanwalt Dietrich Zeug verhörte ihn 1961 für die Zentrale Stelle der Landesjustizverwaltungen zur Aufklärung nationalsozialistischer Verbrechen. Zeug notierte Michalsens Aussage, dass Adolf Eichmann an einer Massenmord-Aktion im Warschauer Ghetto im Sommer 1942 als Beobachter teilgenommen hatte. Diese Aussage, die Eichmann schwer belastete und seine Inszenierung als kleines Rädchen widerlegt hätte, konnte zeitbedingt im Jerusalemer Prozess gegen ihn nicht mehr Verwendung finden.
Am 25. Juli 1974 wurde Michalsen vom Landgericht Hamburg zu einer Haftstrafe von zwölf Jahren verurteilt. Verfahrensgegenstand war unter anderem die Deportation der Warschauer und Bialystoker Juden in die Vernichtungslager. Michalsen sagte in seinem Prozess voll zur Sache aus, was ihm „einen gewissen Respekt seitens der Staatsanwaltschaft“ einbrachte. Als Zeuge in einem Strafverfahren in Wiesbaden äußerte Michalsen auf Fragen des Richters: „Bei der ganzen Sache mit den Juden hat man sich gar nichts dabei gedacht. Man tat ganz einfach seine Aufgabe und dachte nicht weiter darüber nach.“ Am 22. Mai 1979 wurde er aus der Justizvollzugsanstalt Fuhlsbüttel entlassen.